# Anthony Panizzi
Antonio Genesio Maria Panizzi (16 de septiembre de 1797 - 8 de abril de 1879), más conocido como Anthony Panizzi, fue bibliotecario. Creó el sistema de catálogo moderno.

## Biografía
Nació en Brescello, provincia de Reggio Emilia, al norte de Italia. Se licenció en Derecho por la Universidad de Parma en 1818, profesión que ejerció durante un período hasta que fue acusado de militar en una sociedad secreta que auspiciaba la reunificación italiana. La provincia de Reggio Emilia estaba regida por el duque de Módena, quien persiguió a los partidarios de la reunificación, y Panizzi tuvo que exiliarse primero a Suiza y en 1823 a Inglaterra.
En Londres, entabló contacto con Ugo Foscolo, poeta italiano exiliado que le puso en contacto con influyentes personas del ámbito jurídico y bancario. Le proporcionó trabajo como profesor de italiano en distintas instituciones londinenses. 
En 1831 ingresa en la Biblioteca Británica, institución perteneciente al Museo Británico. Ostenta el cargo de ayudante hasta que en 1837 se encarga de la sección de libros impresos, etapa que dura hasta 1856. En ese año, se convierte en jefe de la institución hasta 1866.
En 1868 fue condecorado con el título de Sir por la reina Victoria por sus extraordinarios servicios bibliotecarios.

## Obra

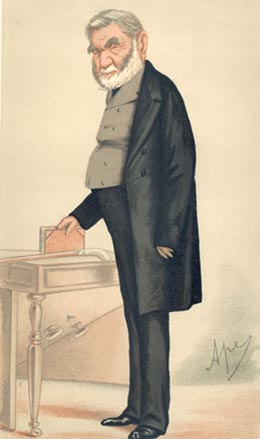
Antonio Panizzi, según una caricatura de Carlo Pellegrini publicada en Vanity Fair en 1874.

La Biblioteca Británica era una especie de gran depósito de libros y manuscritos donde trabajaban bibliotecarios eruditos pero poco creativos en la elaboración de instrumentos de control bibliográfico. Panizzi abordó la revisión del catálogo principal, objeto que le acarrearía numerosos conflictos con los directivos del Museo Británico. Para ello, redactó las 91 Reglas de Catalogación en 1841, unas reglas destinadas a catalogar libros impresos, mapas y música. Estaban concebidas para recuperar por autor personal o por entidad, además de agrupar las obras de un mismo autor con sus distintas ediciones y traducciones.
Para establecer los encabezamientos, se optó por una decisión pragmática: serían las categorías documentales y los tipos de contenidos quienes decidirían, pues Panizzi constataba la existencia de publicaciones cuyo contenido no debería llevar su asiento encabezado por autor o título, sino por el nombre de la institución del que emanaba.
Esta obra presenta el primer catálogo sistemático. Tuvo una fuerte influencia el códices redactados posteriormente, incluidas las normas ISBD o el sistema de metadatos Dublin Core. 
También abordó la arquitectura del edificio de la biblioteca, diseñándo la sala circular de lectura; esto es, una gran sala con una iluminación directa a través de una bóveda cuyas ventanas proporcionaban luz. Los pupitres formaban radios alrededor de un mostrador central y contra las paredes se ordenaban los libros en estanterías altas, a los que se llegaba a través de distintos niveles de escaleras.
También se esforzó en conseguir una mayor y mejor prestación de servicios bibliotecarios.

## Algunas obras
- An elementary Italian grammar for the use of students in the London University, Londres, 1828
- Éd., Orlando innamorato de Matteo Maria Boiardo & Éd., Orlando Furioso de l’Arioste, con Essay on the romantic narrative poetry of the Italians, Londres, 1830-1834
- Catalogue of scientific books in the Library of the Royal Society, Londres, 1839
- Bibliographical notices of some early editions of the Orlando innamorato and furioso, Londres, 1831
- Éd., Sonetti e canzone del poeta clarissimo Matteo Maria Boiardo, conte di Scandiano, Milán, 1845
- Éd, Le prime quattro edizioni della Divina Comedia letteralmente ristampate con (G. J. Warren, Lord Vernon), Londres, 1858
- Chi era Francesco da Bologna ?, Londres, 1858
- La catena di seta : lettere a Giuseppe Levi Minzi (1822-1873), éd. William Spaggiari, Roma, 1998
- Lettere ad Antonio Panizzi di uomini illustri e di amici italiani (1823-1870). Ed. L.A. Fagan, 1880
- Prosper Mérimée, Lettres à M. Panizzi (1850-1870). Ed. L.A. Fagan, 1881 [Les réponses de Panizzi à Mérimée ont brûlé pendant la Commune]